# Ruta Pragier

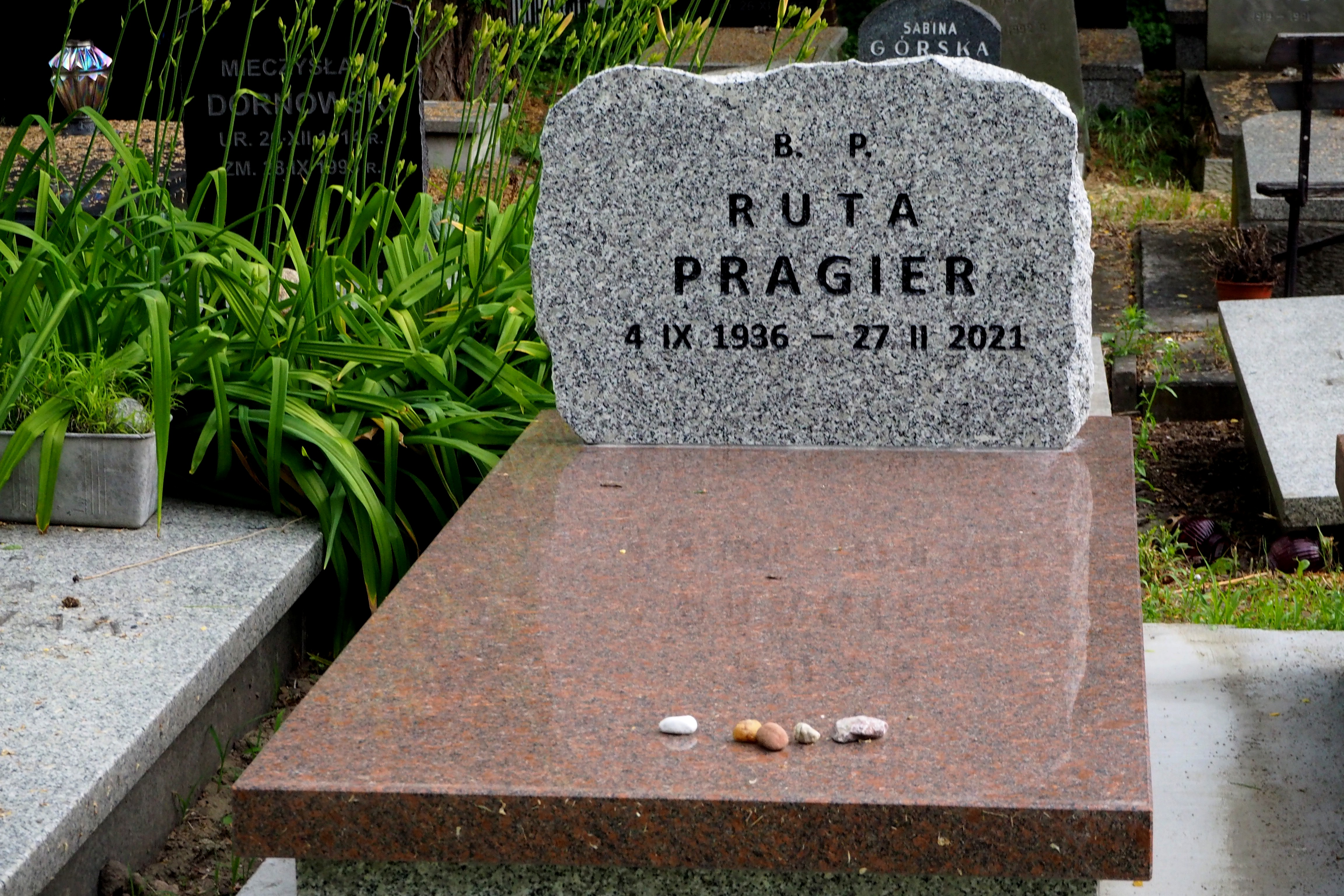
Grób Ruty Pragier na cmentarzu żydowskim przy ul. Okopowej w Warszawie

Ruta Pragier (ur. 1936, zm. 26 lutego 2021) – polska dziennikarka i publicystka pochodzenia żydowskiego.

## Życiorys
Absolwentka I Liceum Ogólnokształcącego im. Mikołaja Kopernika w Gdańsku.
Przez wiele lat była redaktorką magazynu Przyjaciółka. W latach 60 XX w. prowadziła klub dyskusyjny dla młodzieży żydowskiej przy warszawskim oddziale Towarzystwa Społeczno-Kulturalnego Żydów w Polsce. Była członkiem Społecznego Komitetu Opieki nad Cmentarzami i Zabytkami Kultury Żydowskiej w Polsce. Była publicystką Midrasza i Twórczości.
Spoczywa na Cmentarzu Żydowskim przy ul. Okopowej w Warszawie.

## Publikacje
- 1992: Żydzi czy Polacy
- 1977: Udział czy ucieczka